# Kefersteinia medinae
Kefersteinia medinae är en orkidéart som beskrevs av Franco Pupulin och G.Merino. Kefersteinia medinae ingår i släktet Kefersteinia och familjen orkidéer. Inga underarter finns listade i Catalogue of Life.